# Белитунг
Белиту́нг (устар. Биллитон; индон. Belitung, Billiton) — остров в Малайском архипелаге. Принадлежит Индонезии.

## География
Площадь около 4850 км². Расположен между Южно-Китайским и Яванским морями, к юго-западу от острова Калимантан и к востоку от острова Банка. Отделён проливом Каримата от острова Калимантан и проливом Гаспар от острова Банка. Белитунг окружён 135 прилегающими к нему мелкими островами. Высоты — до 510 метров, самая крупная гора Таджам (Tajam) расположена к востоку от крупнейшего города Танджунгпандан. Ландшафт равнинный, берега песчаные, местами гранитные массивы. Растительность — влажные вечнозелёные тропические леса, в центральных областях острова травяные луга.
Зонально климат острова подразделяется, в основном, на прибрежные полосы, болота и плоскогорье. Берега в основном равнинные с редкими скалистыми выходами горных пород. Болота в основном находятся на востоке, что затрудняло мореходный доступ к острову и укрепление берегов рек. Заливы, значительно выступающие от берегов, служили хорошими укрытиями для пиратов, которые в этом районе были особенно активны в XVIII и начале XIX веков. Холмистая местность переходит в несколько гор в центре острова. Климат в целом тропический дождливый, влажный и тёплый. Август и сентябрь — самые засушливые месяцы, за которыми следует дождевой период в ноябре-январе.

## История
До 1812 года остров принадлежал султану Палембанга, затем перешёл во владение Великобритании, по англо-голландскому соглашению 1824 года передан Нидерландам. В 1851 году на юго-востоке острова были обнаружены крупные месторождения оловянных руд, которые первоначально разрабатывались частной голландской компанией NV Billiton Maatschappij, учреждённой в Гааге при участии правительства. Происхождение названия острова Белитунг косвенно связано с этими месторождениями.
На оловянных рудниках Батусатам, расположенных на юго-востоке острова, во время добычи касситерита, минерала, как правило, имеющего тёмный цвет, нередко обращали на себя внимание похожие на руду чёрные блестящие кусочки стекла, которые местные жители называли «чёрными камнями с неба». По аналогии появилось и название на голландском языке: Billitonite или «чёрный метеорит». Постепенно название самого известного минерала с острова проникло в литературу. Многие голландские учёные, писавшие о геологии, географии и природе Ост-Индии, со временем стали называть таким же словом и сам остров: Биллитонит или Биллитон. После получения независимости, название закрепилось в новом языковом виде: Белитунг. Впрочем, это — только одна из версий происхождения названия острова. Но как бы то ни было, вплоть до нынешнего времени биллитонит или чёрный метеорит остаётся своеобразной визитной карточкой, символом и самым известным сувениром острова.

## Административное деление
До 2000 года входил в состав провинции Южная Суматра, затем Белитунг и остров Банка с прилегающими мелкими островами были включены в новую провинцию Банка-Белитунг. Население 262 357 человек (2010), главный город — Танджунгпандан.

## Экономика
Добыча оловянных руд, глины, кремнезёма. Рыболовство, тропическое земледелие (копра, перец, пальмовое масло и др.).